# Ababeel
Die Ababeel (deutsch „Schwalbe“) ist eine atomwaffenfähige pakistanische Mittelstreckenrakete.
Laut dem Presseamt der pakistanischen Streitkräfte verfügt die Rakete über eine Reichweite von 2.200 Kilometern und über einen Mehrfachsprengkopf, der mehrere Ziele gleichzeitig angreifen kann. Sie soll angesichts des indischen Raketenabwehrsystems das Abschreckungspotenzial Pakistans stärken. Die Rakete wurde Anfang 2017 zum ersten Mal erfolgreich getestet.
Es wird vermutet, dass die Rakete auf Basis der von der CSS-7 abgeleiteten Shaheen-III entwickelt wurde.